# Apple Bank for Savings
El Central Savings Bank  es un banco histórico ubicado en Nueva York, Nueva York. El Central Savings Bank se encuentra inscrito  en el Registro Nacional de Lugares Históricos desde el 8 de septiembre de 1983. 

## Ubicación
El Central Savings Bank se encuentra dentro del condado de Nueva York en las coordenadas 40°46′47″N 73°58′54″O / 40.779722, -73.981667.